# Aaron Carter (álbum)
Aaron Carter es el álbum debut del cantante pop Aaron Carter, hermano del miembro de los Backstreet Boys Nick Carter. Fue lanzado en noviembre de 1997 en Europa y fue relanzado el año siguiente con una canción nueva y un remix, como también lanzado en los EE. UU. La versión original del álbum también estuvo disponible como edicióm limitada incluyendo un póster y una lapicera que tenía escrita en un lado, "I Love Aaron", disponible en color rojo, amarillo, verde o azul.
El álbum alcanzó el top 10 en algunos países europeos, y llegó al número 12 en Reino Unido. No llegó a Billboard 200 en EE. UU.
Se lanzaron tres sencillos del álbum; "Crush on You", una versión de la canción de The Jets de 1986, "Crazy Little Party Girl", y "I'm Gonna Miss You Forever." Otras canciones fueron lanzadas con la edición limitada en algunas regiones. "Crush on You" y "Crazy Little Party Girl" estuvieron en el top 10 y 20 en Australia, mientras las dos canciones iban en un top 10 en Reino Unido. Los tres sencillos fueron top 20 en Alemania y Suecia, con "I'm Gonna Miss You Forever" llegando al número 24 en UK Singles Chart.
"Surfin' USA", una versión de la canción de The Beach Boys de 1963, fue incluida en el relanzamiento del álbum, y lanzada separadamente como un EP, y fue top 20 en Reino Unido y Alemania.
Cuando el álbum estuvo disponible para comprar en iTunes, extrañamente aparecía un sello Parental Advisory al lado de las canciones. Esto fue cambiado a un sello "limpio" en una fecha posterior; sin embargo, no existe una versión "explícita", ya que ninguna de las canciones presenta ninguna blasfemia.

## Lista de canciones
1. "Intro" – 1:08 (only on some releases)
2. "I Will Be Yours" (Carolla) – 3:33
3. "Crazy Little Party Girl" (Applegate) – 3:25
4. "One Bad Apple" (Jackson) – 3:14
5. "I'm Gonna Miss You Forever" (Carolla) – 3:24
6. "Tell Me How to Make You Smile" (Carolla, Granati, Granati, Sparacino) – 3:47
7. "Shake It" (Carolla, Smith) – 3:18
8. "Please Don't Go Girl" (Starr) – 4:19
9. "Get Wild" (Carolla, Jordan, McGuffey) – 4:40
10. "I'd Do Anything" (Carolla) – 4:10
11. "Ain't That Cute" (Carolla, N. Carter, Littrell) – 3:15
12. "Crush on You" (Knight, Zigman) – 3:24
13. "Swing It Out" (Renn, Skinner) – 3:52

## Sencillos
1. "Crush on You" (1997)
2. "Crazy Little Party Girl" (1997)
3. "I'm Gonna Miss You Forever" (1998)
4. "Surfin' USA" (1998; lanzado como sencillo/EP e incluido en la edición EE.UU y luego en el relanzamiento).

## Listas
| Listas (1997)                | Posición máxima |
| ---------------------------- | --------------- |
| Austrian Albums Chart        | 17              |
| Finnish Albums Chart         | 27              |
| Netherlands Albums Chart     | 36              |
| Norwegian Albums Chart       | 5               |
| Swedish Albums Chart         | 6               |
| Swiss Albums Chart           | 16              |
| UK Albums Chart              | 12              |
| Listas(1998)                 | Posición máxima |
| US Billboard Top Heatseekers | 17              |